# Улица Лизы Чайкиной (Иркутск)
У́лица Ли́зы Ча́йкиной — улица города Иркутск.

## Расположение
Улица Лизы Чайкиной берет начало от улицы Генерала (Гавса) Доватора, проходит параллельно улицам Покрышкина и Олега Кошевого до улицы Саратовской.

## История
В марте 1950 г. по решению Иркутского горсовета новой улице в Ленинском округе г. Иркутска было присвоено имя Лизы Чайкиной.

## В честь кого названа
В Ленинском округе города Иркутска есть улица, которая носит имя Лизы Чайкиной, участницы Великой Отечественной войны, партизанки, Героя Советского Союза. Улица получила название в память Елизаветы Ивановны Чайкиной (1918—1941) — секретаря Пеновского подпольного райкома комсомола, партизанки, Героя Советского Союза.